# Giovani Ferreira
Giovani Henrique Ferreira (ur. 17 kwietnia 1998) – brazylijski judoka.
Uczestnik mistrzostw świata w 2023. Startował w Pucharze Świata w 2023 i 2025. Srebrny medalista igrzysk Ameryki Południowej w 2018. Pierwszy na mistrzostwach panamerykańskich w 2025 roku w drużynie.